# Gołema Crcorija
Gołema Crcorija (maced. Голема Црцорија) – wieś w północno-wschodniej Macedonii Północnej, w gminie Kriwa Pałanka.